# Cienfuegosia heterophylla
Cienfuegosia heterophylla är en malvaväxtart som först beskrevs av Ventenat, och fick sitt nu gällande namn av Christian August Friedrich Garcke. Cienfuegosia heterophylla ingår i släktet Cienfuegosia och familjen malvaväxter. Inga underarter finns listade i Catalogue of Life.